# Secrétariat général pour l'Investissement
Le secrétariat général pour l'Investissement (SGPI) est une administration française placée sous l'autorité du Premier ministre. 
Créé en 2010 sous le nom « commissaire général à l'investissement » pour gérer les investissements d'avenir, il prend son nom actuel en 2017 dans le cadre de la mise en œuvre du Grand plan d'Investissement.
Cinq autres secrétaires généraux gouvernementaux existent : le secrétariat général de la Défense et de la Sécurité nationale, le secrétariat général du gouvernement, le secrétariat général de la Mer, le secrétariat général des Affaires européennes et le  secrétariat général à la Planification écologique.

## Rôle

### Les missions du secrétariat général pour l'Investissement
Le SGPI est chargé de veiller à la cohérence de la politique d'investissement de l'État au travers de plusieurs missions :
- préparer les décisions du Gouvernement relatives aux contrats passés entre l'État et les organismes chargés de la gestion des fonds consacrés aux investissements d'avenir ;
- coordonner la préparation des cahiers des charges accompagnant les appels à projets et vérifier leur cohérence avec l'action du Gouvernement en matière d'investissement d'avenir et de réforme des politiques publiques ;
- coordonner l'instruction des projets d'investissement et formuler des avis et propositions ;
- veiller à l'évaluation, a priori et a posteriori, des investissements, et notamment de leur rentabilité ;
- dresser un bilan annuel de l'exécution du programme ;
- appuyer et animer des dispositifs thématiques d'évaluation ministériels des investissements ;

Cette administration est dirigée par le secrétaire général et son adjoint. Les bureaux occupent l'hôtel de Cassini. 

### Le rôle du comité de surveillance des investissements d'avenir
Le comité de surveillance des investissements d'avenir a été créé en 2010. Il est chargé d'évaluer le programme d'investissements, de conseiller le Gouvernement sur les priorités d'investissement du programme et de dresser un bilan annuel de son exécution. 
Il est composé de quatre députés et quatre sénateurs, désignés par le président de leur assemblée respective, ainsi que de dix personnalités qualifiées nommées par arrêté du Premier ministre pour une durée de deux ans renouvelable. Il est placé sous la présidence d'un membre de ce comité.  

## Compositions
Commissaires généraux :
- 2010-2012 : René Ricol[4],
- 2012-2014 : Louis Gallois[5],
- 2014-2017 : Louis Schweitzer[6].

Secrétaires généraux :
- 2018 - 2022 : Guillaume Boudy[7],
- depuis 2022 : Bruno Bonnell[8].

Présidents du comité de surveillance :
- 2010-2016 : Alain Juppé et Michel Rocard[2],
- 2016-2017 : Jean-Paul Huchon et Jean-Pierre Raffarin[9],
- 2018-2024 : Patricia Barbizet[10],[11],
- depuis 2024 : Éric Labaye[12].

Personnalités qualifiées du comité de surveillance :
- 2010-2013 : Françoise Barré-Sinoussi, Jean-Michel Hubert, Fatine Layt, Christian Lerminiaux, Christian Marbach, Véronique Morali, Nicole Notat et Lionel Stoléru[13] ;
- 2013-2015 : Isabelle Kocher, Laurent Kott, Fatine Layt, Christian Lerminiaux, Nicole Notat, Jean-Marc Rapp, Françoise Soussaline, Thierry de La Tour d'Artaise[14] ;
- 2015-2018 : Jean-Paul Herteman (remplacé par Louis Gallois), Isabelle Kocher (remplacée par Marion Guillou), Laurent Kott, Fatine Layt, Christian Lerminiaux, Nicole Notat, Jean-Marc Rapp, Françoise Soussaline[15]
- 2021-2024 : Patrice Caine, Jean-Michel Dalle, Edith Heard, Tatiana Jama, Carlos Moedas, Michèle Pappalardo, Guillaume Richard, Alain Rousset, Marie-Noëlle Semeria[16] ;
- depuis 2024 : Anne-Sophie Carrese, Barbara Dalibard, Jean-Michel Dalle, Frédéric Sanchez, Stéphanie Dupuy-Lyon, Alexandre Loupy, Frédéric Mazzella, Marie-Noëlle Semeria, Florence Verzelen[17].

Députés du comité de surveillance en 2024 : Charles Rodwell, Luc Lamirault, Florence Goulet, Karine Lebon.
Sénateurs du comité de surveillance en 2024 : Alain Chatillon, Karine Daniel, Sonia de La Provôté, Vincent Louault.